# Stare Króle
Stare Króle – wieś w Polsce położona w województwie lubelskim, w powiecie biłgorajskim, w gminie Księżpol. Leży nad Tanwią.
W latach 1975–1998 miejscowość administracyjnie należała do województwa zamojskiego. 
Według Narodowego Spisu Powszechnego z roku 2011 wieś liczyła 191 mieszkańców i była czternastą co do liczby ludności miejscowością gminy.
Wierni Kościoła rzymskokatolickiego należą do parafii 
Podwyższenia Krzyża Świętego w Księżpolu.

## Historia
W wieku XIX występują dwie odrębne wsie – Króle Stare i Króle Nowe, wsie w ordynacji zamojskiej.
Wieś Króle Stare była siedzibą Urzędu Gminy Księżpol. Według spisu powszechnego z roku 1921 miejscowość Króle Stare posiadała 22 domów i 101 mieszkańców, Króle Nowe 21 domów i 115 mieszkańców.